# Spilosoma postmedialis
Spilosoma postmedialis är en fjärilsart som beskrevs av Embrik Strand 1919. Spilosoma postmedialis ingår i släktet Spilosoma och familjen björnspinnare. Inga underarter finns listade i Catalogue of Life.